# Эпп, Остин
О́стин Джо́зеф Эпп (24 мая 1902, Милуоки — 4 мая 1984, Висконсин) был американским профессором средневековой английской литературы, преподававшим в Скрантонском университете и университете Ла Саль. Выступал в поддержку нацистской Германии во время Второй мировой войны. Известен своей деятельностью по отрицанию Холокоста. Считается первым крупным американским отрицателем Холокоста.

## Биография
Эпп родился 24 мая 1902 года в семье немецких иммигрантов-фермеров. Учился в семинарии Святого Франциска, которую окончил в 1923 году. Изучал английскую литературу в Католическом университете Америки, получив там в 1929 году степень доктора философии.
С 1929 по 1935 год Эпп преподавал английский язык в Католическом университете Америки. С 1935 по 1942 год возглавлял кафедру английского языка в Скрантонском университете, публикуясь в научных и популярных журналах. Он писал для The Catholic Home Journal, Magnificat, Queen’s Work и для журнала британского «Викторианского общества».
Выражал недовольство объявлением войны США Германии в 1941 году и утверждал, что без американского вмешательства страны Оси выиграли бы Вторую мировую войну. Обвинял евреев и коммунистов в послевоенных проблемах Германии.
В критической манере Эпп анализировал литературную эстетику в категориях добродетели и истины. В сборнике эссе 1948 года он отстаивал христианскую интерпретацию литературы в главах под названием «Представление греха и искушения в литературе» и «Как этически оценивать роман».
В 1945 году стал президентом Федерации американских граждан немецкого происхождения и занимал эту должность несколько лет. В 1950-х годах Эпп часто писал статьи для антисемитской газеты Common Sense, издаваемой Конде Макгинли. Позже основал издательство The Boniface Press и работал в нём редактором. С 1980 года до своей смерти входил в состав редакционно-консультативного комитета ревизионистского журнала Journal of Historical Review.
Эпп никогда не был женат.
Умер 4 мая 1984 года.

## Отрицание Холокоста
Профессор Невадского университета в Лас-Вегасе Джон Циммерман отмечает, что пронацистские взгляды Эппа характерны для большинства отрицателей Холокоста.
В брошюре 1973 года «Обман о шести миллионах: шантаж немецкого народа шокирующим числом сфальсифицированных трупов» (англ. The Six Million Swindle: Blackmailing the German People for Hard Marks with Fabricated Corpses) Эпп изложил свои «восемь аксиом», которые он называл «неопровержимыми утверждениями», о Холокосте. Эти утверждения долгие годы стали «катехизисом» отрицателей:
- Планы нацистов относительно евреев предусматривали не убийства, а переселение (депортацию) с территорий подконтрольных нацистской Германии. Общего плана уничтожения никогда не существовало. Термин «окончательное решение» означает именно переселение, но не уничтожение.
- Газовых камер для уничтожения людей никогда не существовало, равно как и лагерей смерти. Массовые отравления газом и сожжение тел жертв в тех количествах, которые приводятся в официальной историографии, были технически и экономически невозможны.
- Большинство исчезнувших европейских евреев не были убиты, а эмигрировали в США и Палестину или оказались на территории СССР. В результате они пропали из поля зрения статистики.
- Пострадавшие от немцев евреи были партизанами, диверсантами, саботажниками и противниками нацистского режима. Суровое обращение с ними вполне объяснимо законами военного времени.
- Документы, которые могли бы разоблачить «выдумку» о геноциде, находятся в советских архивах и израильских архивах и недоступны для непредвзятых исследователей.
- Уничтожение евреев — вымысел союзной пропаганды военного времени, раздутый еврейскими СМИ для демонизации и дискредитации националистического движения в Европе и во всём мире.
- «Миф о Холокосте» позволяет мировому еврейству и Государству Израиль получать важные моральные преимущества и материальные выгоды.
- Эта «выдумка» продолжает существовать благодаря солидарности еврейской научной «клики» и репрессий в отношении «честных» историков, её разоблачающих.

В феврале 1976 года Эпп опубликовал статью «Судетско-немецкая трагедия» в журнале Reason, в которой подверг критике изгнание судетских немцев после Второй мировой войны, назвав его «одним из самых страшных массовых злодеяний в истории».
Эпп также опубликовал работы «Прямой взгляд на Третий Рейх» в защиту нацистской Германии, и «Проклятие антиантисемитизма» с утверждениями, что вся еврейская община несет ответственность за смерть Иисуса. При этом, описывая смерть Иисуса как результат «еврейской мстительности», Эпп не упоминает о его еврейском происхождении.
Работы Эппа способствовали созданию Института пересмотра истории, специализирующегося на отрицании Холокоста.